# Água Boa (Minas Gerais)
Água Boa – miasto i gmina w Brazylii, w stanie Minas Gerais. Znajduje się w mikroregionie Peçanha.